# Ivar Olsson
Albert Ivar Olsson, född 15 mars 1883 i Jönköping, död 24 november 1944 i Stockholm, var en svensk bergsingenjör. 
Olsson, som var son till postmästare Johan Albert Olsson och Maria Sjöstrand, avlade avgångsexamen från Kungliga Tekniska högskolan 1905, var anställd i Johnstown, Pennsylvania, 1906–1908, i Bryssel 1908–1909, vid Jernkontoret 1909–1910, disponentassistent vid Stora Kopparbergs Bergslags AB 1910–1915, chef för Domnarvets järnverk 1916–1917, direktör vid AB Svenska Finansinstitutet, direktör för Emissions AB Mercator 1919–1927 och verkställande direktör för Finspongs Metallverks AB 1927–1942. Han var ledamot av Vattenfallsstyrelsen 1930, av 1919 års statsbaneekonomikommission samt av 1928 års tullkommitté. Han invaldes som ledamot av Kungliga Ingenjörsvetenskapsakademien 1935.